# Козацьке (Олександрійський район)
Коза́цьке (вимоваⓘ; до 2016 р. — Петрі́вське) — село в Україні, у Петрівській селищній громаді Олександрійського району Кіровоградської області. Населення становить 1088 осіб. Колишній центр Козацької сільської ради.

## Населення
Згідно з переписом УРСР 1989 року чисельність наявного населення села становила 1165 осіб, з яких 566 чоловіків та 599 жінок.
За переписом населення України 2001 року в селі мешкало 1086 осіб.

### Мова
Розподіл населення за рідною мовою за даними перепису 2001 року:
| Мова       | Відсоток |
| ---------- | -------- |
| українська | 90,99 %  |
| російська  | 8,36 %   |
| молдовська | 0,37 %   |
| білоруська | 0,09 %   |
| циганська  | 0,09 %   |